# Idiostatus elegans
Idiostatus elegans är en insektsart som beskrevs av Andrew Nelson Caudell 1907. Idiostatus elegans ingår i släktet Idiostatus och familjen vårtbitare. Inga underarter finns listade i Catalogue of Life.